# The Jerusalem File
Pour plus de détails, voir Fiche technique et Distribution.
The Jerusalem File est un film américain réalisé par John Flynn, sorti en 1972.

## Fiche technique
- Titre : The Jerusalem File
- Réalisation : John Flynn
- Scénario : Troy Kennedy-Martin
- Photographie : Raoul Coutard
- Musique : John Scott
- Production : R. Ben Efraim et Anton von Kassel
- Pays d'origine : États-Unis
- Date de sortie : 1972

## Distribution
- Bruce Davison : David Armonstrong
- Nicol Williamson : Professeur Lang
- Daria Halprin : Nurit
- Donald Pleasence : Major Samuels
- Ian Hendry : General Mayer
- Yair Rubin : Barak
- Ze'ev Revach : Rashid
- David Semadar : Herzen
- Jack Cohen : Altouli